# Eshetu Tura
Eshetu Tura (19 de gener, 1950) és un ex atleta etíop especialista en fons i 3000 metres obstacles.
Va guanyar la medalla de bronze als Jocs Olímpics de Moscou 1980. També guanyà una medalla de plata als primers Campionats d'Àfrica d'atletisme el 1979. El 1982, també al campionat africà, guanyà una medalla d'or en 3000 m. o. i una d'argent en 5000 m.
Guanyà la Copa del Món d'aletisme de 1977 a Düsseldorf (Alemanya).
Un cop retirat fou entrenador a l'equip d'atletisme d'Etiòpia.